# Тензор кривизны
Риманов тензор кривизны (иногда называемый тензором кривизны Римана — Кристоффеля) представляет собой стандартный способ выражения кривизны римановых многообразий, а в общем случае — произвольных многообразий аффинной связности, без кручения или с кручением.
Назван в честь Бернхарда Римана.

## Определение
Тензор кривизны {\displaystyle R(u,\;v)} определяется как линейное преобразование касательного пространства в каждой точке многообразия, которое характеризует изменение вектора, параллельно перенесённого по бесконечно малому замкнутому параллелограмму, натянутому на векторы {\displaystyle u,\;v}.
Тензор кривизны выражается через связность Леви-Чивиты, или в общем случае аффинную связность {\displaystyle \nabla } (которая также называется ковариантной производной) следующим образом:
{\displaystyle R(u,\;v)w=\nabla _{u}\nabla _{v}w-\nabla _{v}\nabla _{u}w-\nabla _{[u,\;v]}w,}
где {\displaystyle [u,\;v]} — скобка Ли.
Если векторные поля задаются дифференцированием по координатам, {\displaystyle u=\partial /\partial x_{i}} и {\displaystyle v=\partial /\partial x_{j}}, и поэтому коммутируют ({\displaystyle [u,\;v]=0}), формула принимает упрощённый вид:
{\displaystyle R(u,\;v)w=\nabla _{u}\nabla _{v}w-\nabla _{v}\nabla _{u}w,}
таким образом, тензор кривизны измеряет некоммутативность ковариантных производных.
Примечание. Некоторые авторы определяют тензор кривизны с противоположным знаком

## Связанные определения
- Линейное преобразование {\displaystyle w\mapsto R(u,\;v)w} называется преобразованием кривизны.
- Если {\displaystyle u} и {\displaystyle v} — два перпендикулярных единичных вектора в точке {\displaystyle p}, то выражение {\displaystyle \langle R(u,\;v)v,\;u\rangle } зависит только от плоскости {\displaystyle \sigma } в {\displaystyle T_{p}}, которая натягивается на {\displaystyle u} и {\displaystyle v}.
  - Плоскость {\displaystyle \sigma } называется секционным направлением.
  - Величина {\displaystyle \langle R(u,\;v)v,\;u\rangle } называется секционной кривизной в направлении {\displaystyle \sigma }, и обычно обозначается {\displaystyle K_{\sigma }}.

## Компоненты тензора кривизны
В системе координат {\displaystyle x^{\mu }} компоненты тензора кривизны определяются так:
{\displaystyle {R^{\rho }}_{\sigma \mu \nu }=dx^{\rho }(R(\partial _{\mu },\;\partial _{\nu })\partial _{\sigma }),}
где {\displaystyle \partial _{\mu }=\partial /\partial x^{\mu }} — векторное поле, в каждой точке касательное к координатной линии {\displaystyle x^{\mu }}. В терминах символов Кристоффеля:
{\displaystyle {R^{\rho }}_{\sigma \mu \nu }=\partial _{\mu }\Gamma _{\nu \sigma }^{\rho }-\partial _{\nu }\Gamma _{\mu \sigma }^{\rho }+\Gamma _{\mu \lambda }^{\rho }\Gamma _{\nu \sigma }^{\lambda }-\Gamma _{\nu \lambda }^{\rho }\Gamma _{\mu \sigma }^{\lambda }.}
В двумерном пространстве нетривиальной компонентой является только гауссова кривизна.

## Симметрии
Тензор кривизны Римана обладает следующими свойствами симметрии:
{\displaystyle R(u,\;v)=-R(v,\;u);}
{\displaystyle \langle R(u,\;v)w,\;z\rangle =-\langle R(u,\;v)z,\;w\rangle ;}
{\displaystyle R(u,\;v)w+R(v,\;w)u+R(w,\;u)v=0.}
Последнее тождество было открыто Риччи, хотя называется первым тождеством Бьянки или алгебраическим тождеством Бьянки.
Эти три тождества задают полный набор симметрий тензора кривизны, то есть для всякого тензора, удовлетворяющего этим соотношениям, можно найти риманово многообразие, кривизна которого описывается этим тензором. Простой комбинаторный подсчёт показывает, что тензор кривизны имеет {\displaystyle n^{2}(n^{2}-1)/12} независимых компонент.
Ещё одно полезное соотношение следует из этих трех тождеств:
{\displaystyle \langle R(u,\;v)w,\;z\rangle =\langle R(w,\;z)u,\;v\rangle .}
Тождество Бьянки (ещё называется вторым тождеством Бьянки или дифференциальным тождеством Бьянки) привлекает ковариантные производные:
{\displaystyle \nabla _{u}R(v,\;w)+\nabla _{v}R(w,\;u)+\nabla _{w}R(u,\;v)=0.}
В заданной системе координат в окрестности некоторой точки многообразия приведённые выше тождества в компонентах тензора кривизны могут быть записаны следующим образом. Круглые скобки обозначают симметризацию; индексы после точки-запятой означают ковариантную производную.
{\displaystyle R_{abcd}=-R_{bacd}=-R_{abdc};}
{\displaystyle R_{abcd}=R_{cdab};}
{\displaystyle R_{a(bcd)}=R_{abcd}+R_{acdb}+R_{adbc}=0} (первое тождество Бьянки);
{\displaystyle R_{ab(cd;e)}=R_{abcd;e}+R_{abde;c}+R_{abec;d}=0} (второе тождество Бьянки).